# Dicranomyia lichyella
Dicranomyia lichyella är en tvåvingeart som först beskrevs av Alexander 1947.  Dicranomyia lichyella ingår i släktet Dicranomyia och familjen småharkrankar.
Artens utbredningsområde är Venezuela. Inga underarter finns listade i Catalogue of Life.